# 포스포아미다이트

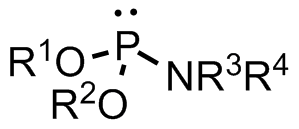
포스포아미다이트의 일반적인 구조

포스포아미다이트(영어: phosphoramidite)는 아인산염 다이에스터의 모노아마이드로, 화학식은 (RO)2PNR2이다. 포스포아미다이트의 주요 특징은 트라이에틸암모늄 클로라이드 또는 1H-테트라졸과 같은 약산에 의해 촉매되는 친핵체에 대한 반응성이 현저하게 높다는 것이다. 이러한 반응에서 유입되는 친핵체가 NR2 부분을 대체한다.

## 활용

### 뉴클레오사이드 포스포아미다이트
보호된 뉴클레오사이드로부터 유도된 포스포아미다이트는 뉴클레오사이드 포스포아미다이트라고 하며, DNA, RNA 및 기타 핵산과 그 유사체의 화학 합성에 널리 사용된다.

### 리간드
특정 포스포아미다이트는 비대칭 합성에서 한 자리 카이랄 리간드로 사용된다. 이러한 리간드의 큰 그룹은 카이랄 다이올인 1,1'-바이-2-나프톨(BINOL)로부터 유도되며 BINOL과 삼염화 인을 클로로포스파이트에 반응시킨 다음 단순 2차 아민과 반응시켜 합성할 수 있다. 이러한 유형의 리간드는 1996년 에논에 대한 다이알킬아연의 비대칭 구리 촉매 첨가에 최초로 사용되었다.

## 같이 보기
- 포스포아미데이트